# Український жестівник для батьків
«Український жестівник для батьків» — посібник для батьків для спілкування з глухими дітьми за допомогою жестової мови. Виданий у 2011 році Лабораторією жестової мови ІСП НАПН України та Українського товариства глухих в рамках Канадсько-Українського проєкту «Інклюзивна освіта для дітей з особливими потребами» за сприяння та активної підтримки Канадського агентства міжнародного розвитку (CIDA).
Посібник містить понад тисячу найпоширеніших і найуживаніших жестових одиниць української жестової мови для щоденного вжитку. Ця кількість мовних одиниць забезпечує повноцінну родинну комунікацію та когнітивний розвиток дитини.
Суттєво особливістю цього посібника є те, що на відміну від словників жестової мови, в основу яких покладений підхід «слово — жест», він створювався за принципом першості жестової мови. Тому він отримав назву жестівник і містить такі мовні одиниці, які відсутні в словниках жестової мови.
Жестівник складений за тематичним принципом (всього 29 тем). Усі поняття посібника ілюстровані фотографіями. Це дозволяє легко вивчати відповідні жести для конкретної ситуації.